# Style fédéral

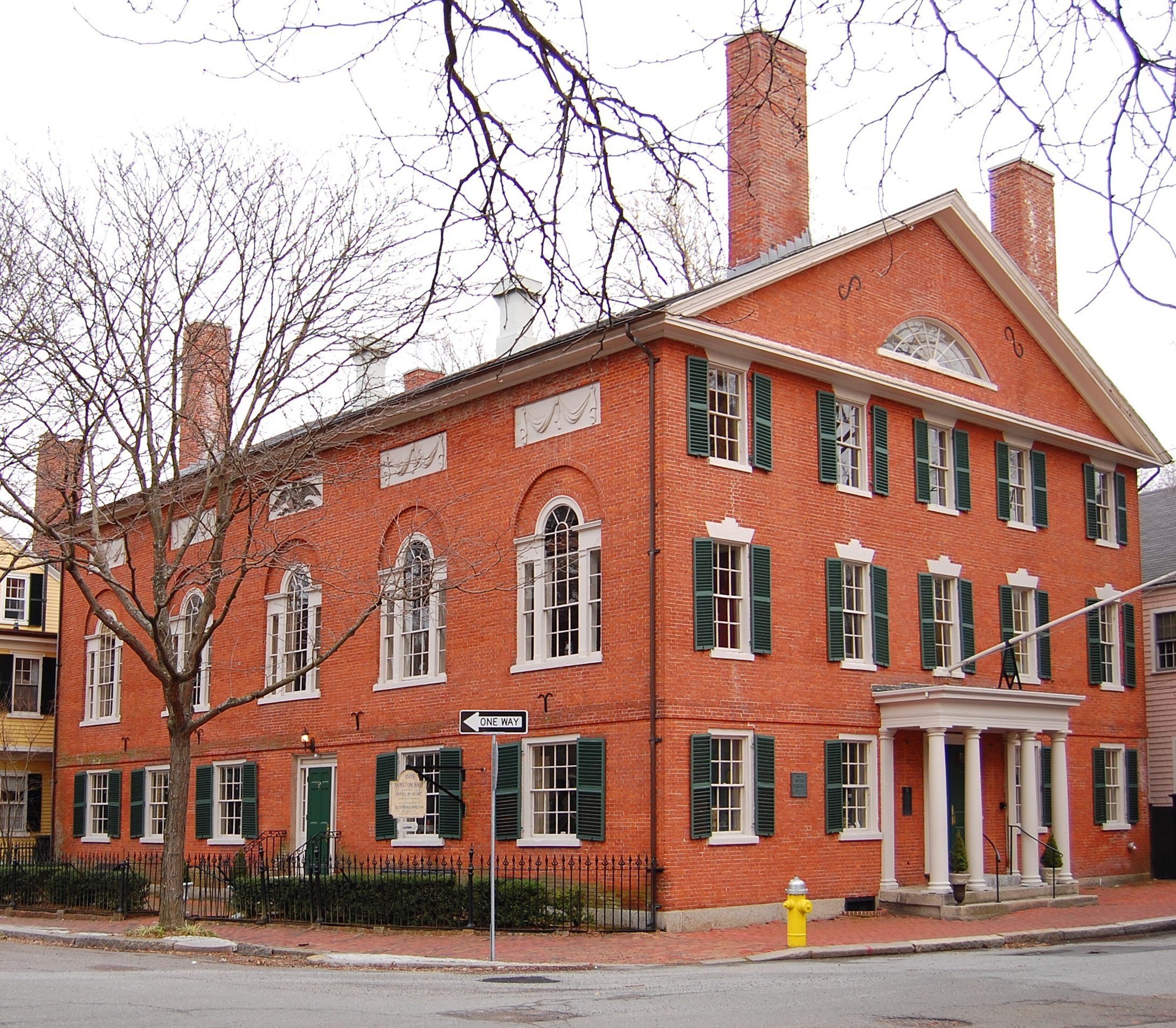
Hamilton Hall à Salem (Massachusetts) (1805).

Le style fédéral est un style architectural qui s'est développé aux États-Unis entre 1780 et 1830, et en particulier de 1785 à 1815. Il succède au style georgien et reprend les thèmes et les formes du néo-classicisme. La décoration (ellipse, aigle) est minimale et l'ampleur devient monumentale.

## Caractéristiques

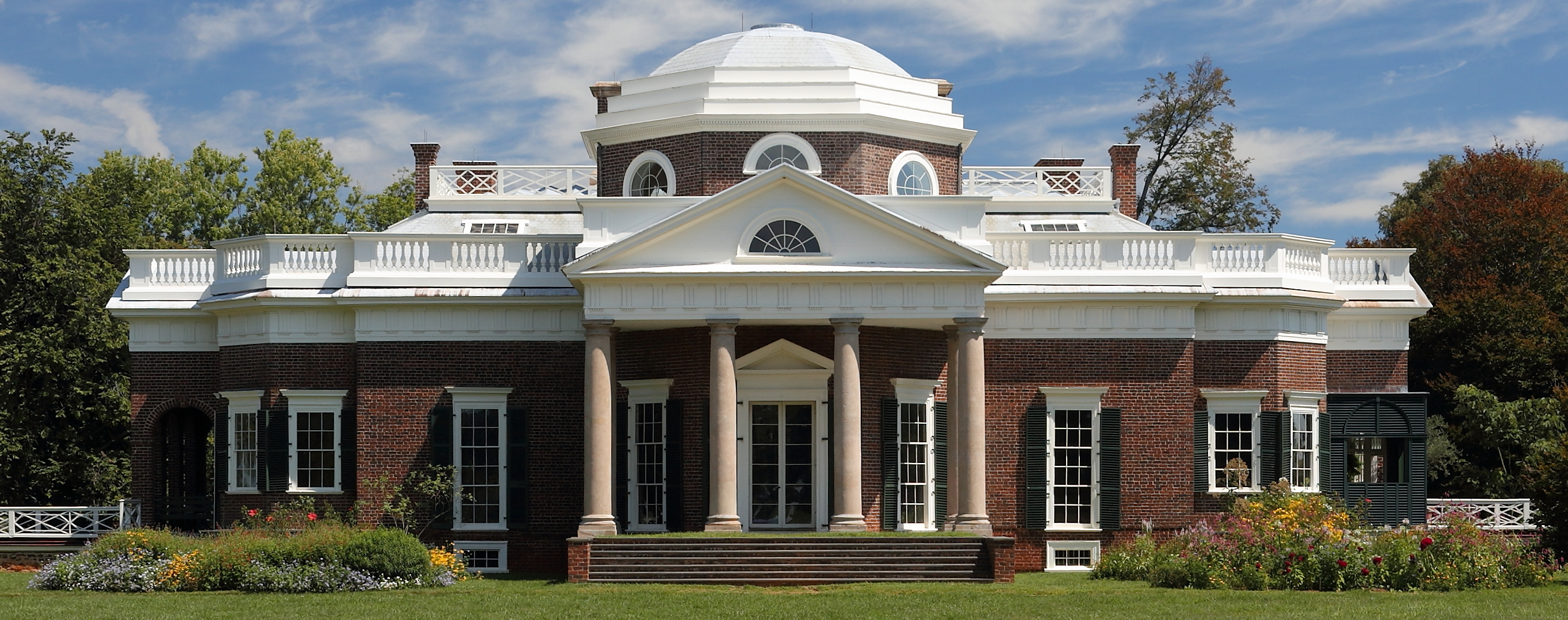
La maison des maîtres de la plantation de Monticello (Virginie).

Le style fédéral se fonde sur le palladianisme développé en Angleterre depuis les travaux de l'architecte Inigo Jones au XVIIe siècle. Ainsi, Thomas Jefferson figure parmi les architectes les plus fidèles à l'enseignement de Palladio, ce dernier ayant développé en Vénétie au XVIe siècle une architecture dont le classicisme rigoureux eut une grande influence sur l'architecture anglaise et néerlandaise ; une des caractéristiques principales étant l'emploi du plan centré. Le domaine de Monticello réalisé à partir de 1769 par Jefferson en Virginie constitue un des exemples les plus éloquents de cette architecture néo-classique imprégnée de palladianisme, et qui même avant l'indépendance américaine représente le premier exemple de ce qui deviendra le Federal style. De nombreux édifices publics aux Etats-Unis furent construits dès la fin du XVIIIe siècle dans ce style, à l'image de la Maison Blanche.

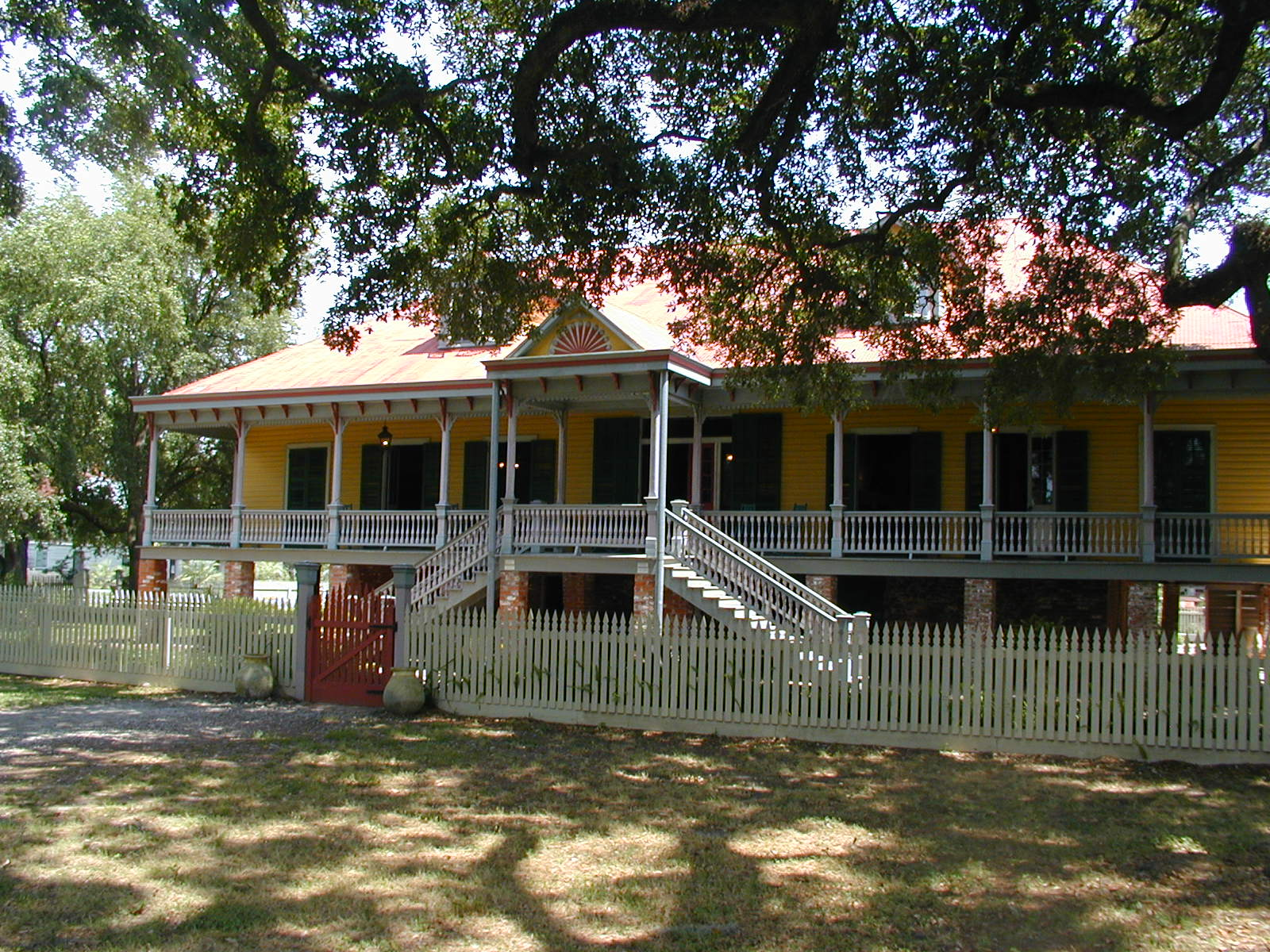
La maison des maîtres de la Plantation Laura, en Louisiane, construite vers 1820.

Alors que les Etats-Unis venaient tout juste d'être créés, les fondateurs ont consciemment choisi d'associer la nation à la démocratie athénienne et aux valeurs républicaines de Rome. L'hellénisme a émergé dans le courant de la première moitié du XIXe siècle, et se distingue de l'architecture fédérale, cette dernière restant fidèle à l'architecture romaine alors que se développe parallèlement le style néo-grec. L'architecture fédérale s'inscrit dans la lignée de l'architecture georgienne qui s'était illustré dans les colonies américaines par la construction de demeures particulières, le plus souvent en bois. Cette dernière était associée au régime colonial, aussi le style fédéral constitue-t-il une tentative de forger une architecture nationale.
Ainsi, Thomas Jefferson représente l'un des pionniers de ce style fédéral qui s'illustrera notamment dans la construction du capitole de l'État de Virginie entre 1785 et 1788, et qui constitue la deuxième réalisation de Jefferson. Ce dernier s'est inspiré pour sa conception du capitole de la Maison carrée de Nîmes, que Jefferson avait pu étudier au cours d'un voyage. La troisième grande œuvre de Jefferson, la plus imposante, est l'université de Virginie, réalisée entre 1817 et 1826 à Charlottesville. Jefferson y subit l'influence de Benjamin Latrobe, un architecte anglais qui a émigré en Virginie en 1796,.
Peu d'architectes s'occupaient d'architecture domestique, aussi des manuels de conception présentant des recueils de modèles furent-ils édités pour répondre à la demande croissante d'habitations. Parmi ces manuels, ceux publiés à partir de 1797 par Asher Benjamin eurent un grand succès. The American Builder's Companion édité en 1806 figure parmi les catalogues les plus complets (comprenant notamment des maisons de ville et des maisons de campagne).
Architectes du style fédéral : 
- Asher Benjamin
- Charles Bulfinch
- Thomas Jefferson
- Jacques-Guillaume Legrand
- Samuel McIntire
- Alexander Parris
- William Thornton
- Ithiel Town